# غريب العمود
غريب العمود (الاسم العلمي: Xenostele)، جنس فطور من رتبة الشقرانيات وفصيلة الشقرانية.